# Pierreville (Meurthe-et-Moselle)
Pour les articles homonymes, voir Pierreville.
Pierreville est une commune française située dans le département de Meurthe-et-Moselle en région Grand Est.

## Géographie
La commune est desservie par la gare de Pierreville, desservie par des TER Lorraine assurant la liaison entre Nancy-Ville et Culmont - Chalindrey.
| Xeuilley   | Frolois     |          |
|            | Pierreville | Pulligny |
| Houdelmont | Autrey      |          |

### Hydrographie
La commune est dans le bassin versant du Rhin au sein du bassin Rhin-Meuse. Elle est drainée par le Madon,.
Le Madon, d'une longueur de 97 km, prend sa source dans la commune de Vioménil et se jette  dans la Moselle à Pont-Saint-Vincent, après avoir traversé 47 communes. Les caractéristiques hydrologiques du Madon sont données par la station hydrologique située sur la commune de Pulligny. Le débit moyen mensuel est de 10,2 m3/s. Le débit moyen journalier maximum est de 284 m3/s, atteint lors de la crue du 30 décembre 2001. Le débit instantané maximal est quant à lui de 371 m3/s, atteint le 4 octobre 2006.

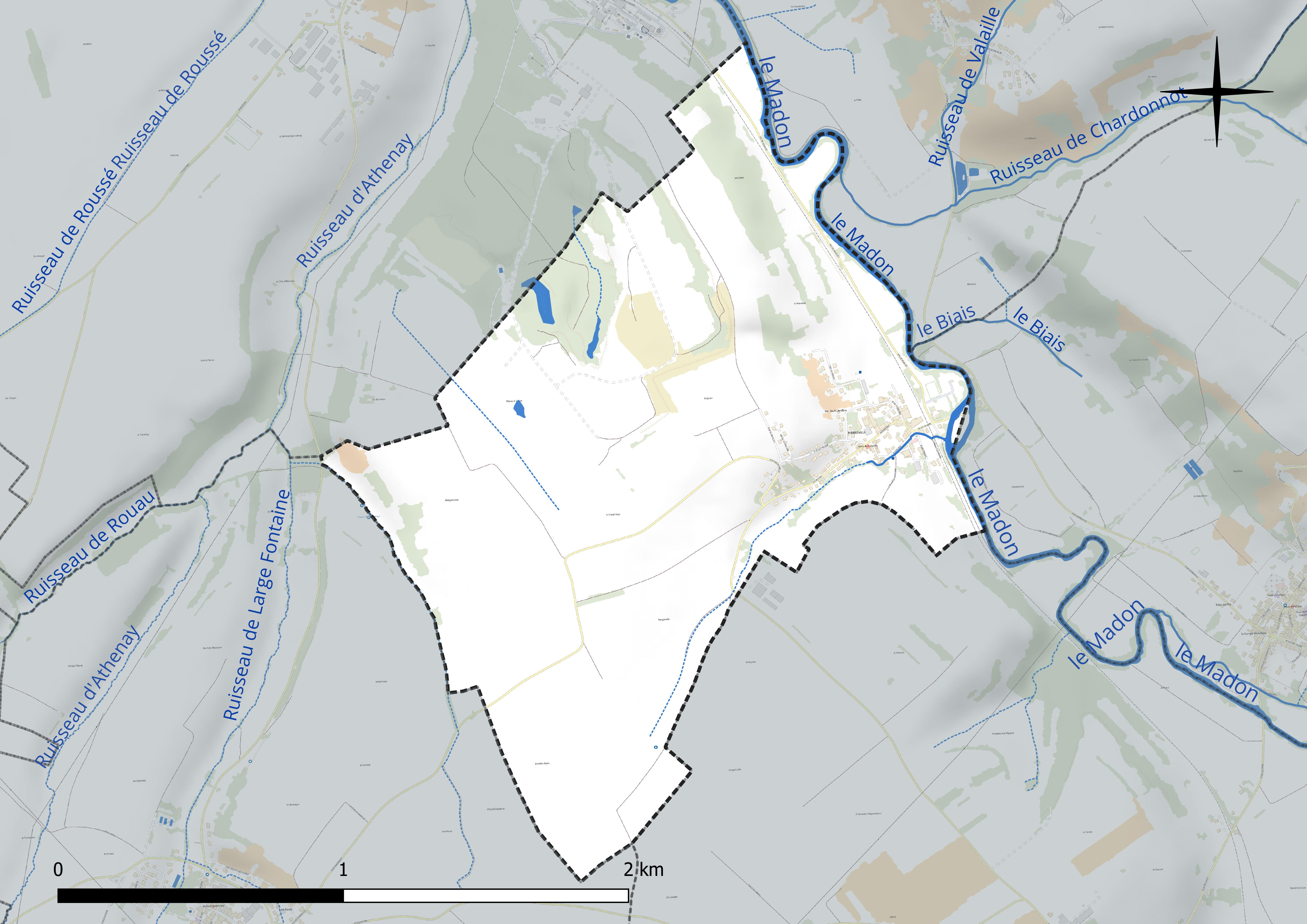
Réseau hydrographique de Pierreville.

### Climat
Pour des articles plus généraux, voir Climat du Grand Est et Climat de Meurthe-et-Moselle.
En 2010, le climat de la commune est de type climat des marges montargnardes, selon une étude du Centre national de la recherche scientifique s'appuyant sur une série de données couvrant la période 1971-2000. En 2020, Météo-France publie une typologie des climats de la France métropolitaine dans laquelle la commune est exposée à un climat semi-continental et est dans la région climatique  Lorraine, plateau de Langres, Morvan, caractérisée par un hiver rude (1,5 °C), des vents modérés et des brouillards fréquents en automne et hiver. 
Pour la période 1971-2000, la température annuelle moyenne est de 9,8 °C, avec une amplitude thermique annuelle de 17 °C. Le cumul annuel moyen de précipitations est de 827 mm, avec 11,8 jours de précipitations en janvier et 9,4 jours en juillet. Pour la période 1991-2020, la température moyenne annuelle observée sur la station météorologique de Météo-France la plus proche, « Nancy-Ochey », sur la commune d'Ochey à 14 km à vol d'oiseau, est de 10,5 °C et le cumul annuel moyen de précipitations est de 810,4 mm. 
La température maximale relevée sur cette station est de 39,6 °C, atteinte le 25 juillet 2019 ; la température minimale est de −19,1 °C, atteinte le 12 janvier 1987,,. 
Les paramètres climatiques de la commune ont été estimés pour le milieu du siècle (2041-2070) selon différents scénarios d'émission de gaz à effet de serre à partir des nouvelles projections climatiques de référence DRIAS-2020. Ils sont consultables sur un site dédié publié par Météo-France en novembre 2022.

## Urbanisme

### Typologie
Au 1er janvier 2024, Pierreville est catégorisée commune rurale à habitat dispersé, selon la nouvelle grille communale de densité à sept niveaux définie par l'Insee en 2022.
Elle est située hors unité urbaine. Par ailleurs la commune fait partie de l'aire d'attraction de Nancy, dont elle est une commune de la couronne,. Cette aire, qui regroupe 353 communes, est catégorisée dans les aires de 200 000 à moins de 700 000 habitants,.

### Occupation des sols
L'occupation des sols de la commune, telle qu'elle ressort de la base de données européenne d’occupation biophysique des sols Corine Land Cover (CLC), est marquée par l'importance des territoires agricoles (72,4 % en 2018), en diminution par rapport à 1990 (80,7 %). La répartition détaillée en 2018 est la suivante : terres arables (52,6 %), prairies (19,8 %), mines, décharges et chantiers (16,3 %), zones urbanisées (8,1 %), forêts (3,2 %). L'évolution de l’occupation des sols de la commune et de ses infrastructures peut être observée sur les différentes représentations cartographiques du territoire : la carte de Cassini (XVIIIe siècle), la carte d'état-major (1820-1866) et les cartes ou photos aériennes de l'IGN pour la période actuelle (1950 à aujourd'hui).

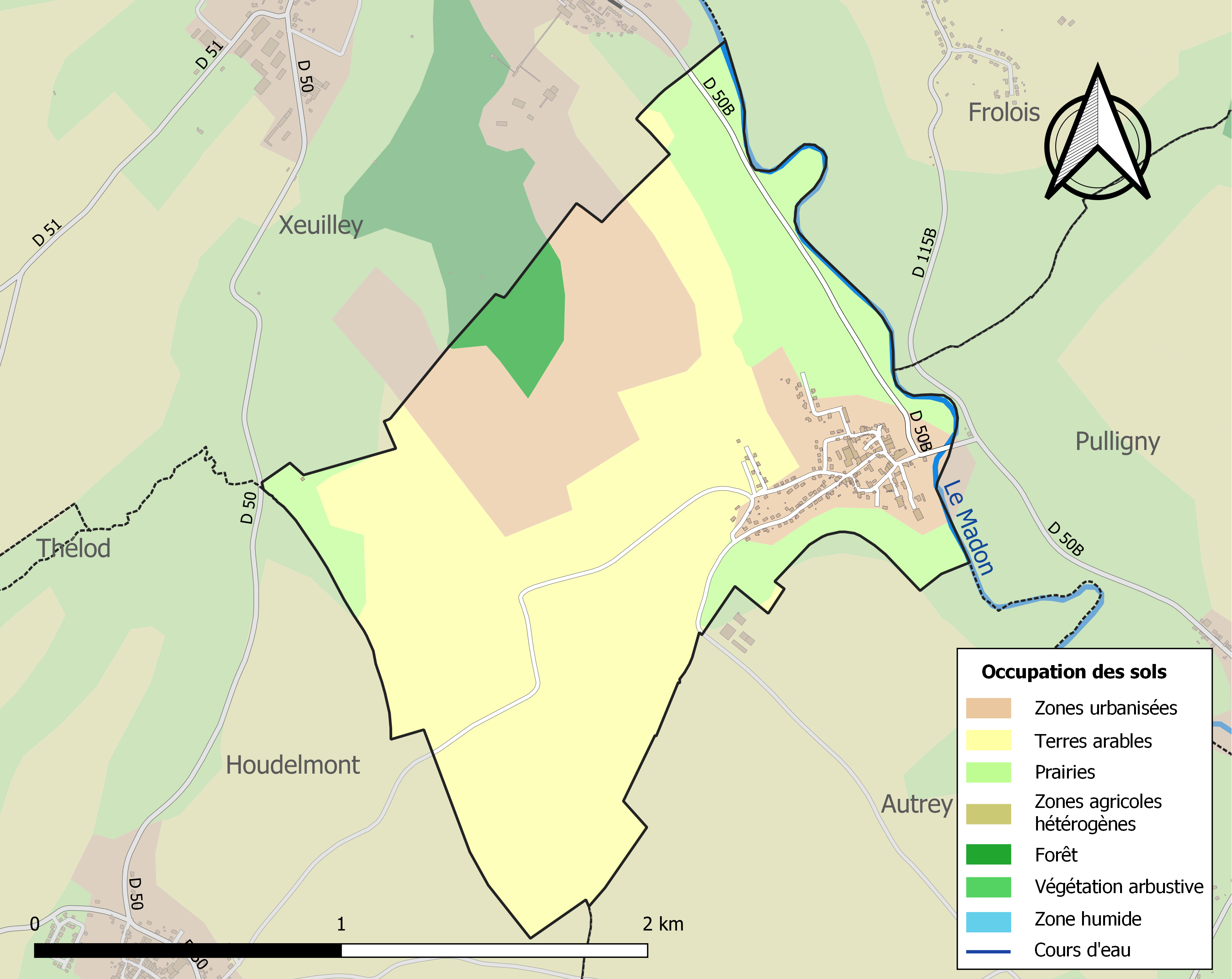
Carte des infrastructures et de l'occupation des sols de la commune en 2018 (CLC).

## Toponymie
Le nom de la localité est attesté sous les formes Petrevilla (1094) ; Petravilla (1402) ; Piereville (1424).

## Histoire
- Présence gallo-romaine.

## Politique et administration
| Période                                  | Période   | Identité              | Étiquette | Qualité                           |
| ---------------------------------------- | --------- | --------------------- | --------- | --------------------------------- |
| Les données manquantes sont à compléter. |           |                       |           |                                   |
|                                          | mars 1959 | Edmond Nicolle        |           |                                   |
| mars 1959                                | mars 2001 | Georges Canel         | FGDS      |                                   |
| mars 2001                                | mars 2008 | Gérard Abraham        |           |                                   |
| mars 2008                                | mai 2020  | François Petitdemange |           | Retraité salarié du secteur privé |
| mai 2020                                 | En cours  | Thierry Weyer,        |           | Policier ou militaire             |

## Population et société

### Démographie
L'évolution du nombre d'habitants est connue à travers les recensements de la population effectués dans la commune depuis 1793. Pour les communes de moins de 10 000 habitants, une enquête de recensement portant sur toute la population est réalisée tous les cinq ans, les populations de référence des années intermédiaires étant quant à elles estimées par interpolation ou extrapolation. Pour la commune, le premier recensement exhaustif entrant dans le cadre du nouveau dispositif a été réalisé en 2007.

En 2022, la commune comptait 298 habitants, en évolution de −4,18 % par rapport à 2016 (Meurthe-et-Moselle : −0,13 %, France hors Mayotte : +2,11 %).
| 1793 | 1800 | 1806 | 1821 | 1831 | 1836 | 1841 | 1846 | 1851 |
| ---- | ---- | ---- | ---- | ---- | ---- | ---- | ---- | ---- |
| 119  | 118  | 125  | 132  | 155  | 156  | 158  | 157  | 144  |

| 1856 | 1861 | 1872 | 1876 | 1881 | 1886 | 1891 | 1896 | 1901 |
| ---- | ---- | ---- | ---- | ---- | ---- | ---- | ---- | ---- |
| 145  | 141  | 139  | 146  | 151  | 150  | 157  | 154  | 154  |

| 1906 | 1911 | 1921 | 1926 | 1931 | 1936 | 1946 | 1954 | 1962 |
| ---- | ---- | ---- | ---- | ---- | ---- | ---- | ---- | ---- |
| 153  | 158  | 128  | 137  | 148  | 159  | 143  | 148  | 159  |

| 1968 | 1975 | 1982 | 1990 | 1999 | 2006 | 2007 | 2012 | 2017 |
| ---- | ---- | ---- | ---- | ---- | ---- | ---- | ---- | ---- |
| 171  | 191  | 236  | 281  | 302  | 306  | 307  | 317  | 308  |

| 2022 | - | - | - | - | - | - | - | - |
| ---- | - | - | - | - | - | - | - | - |
| 298  | - | - | - | - | - | - | - | - |

## Culture locale et patrimoine

### Lieux et monuments
- Pont sur le Madon construit au XIXe siècle (?), au moins 10 arches, d'est en ouest en partie sur la commune de Pierreville, en partie sur celle de Pulligny, détruit.
- Église Saint-Léger.

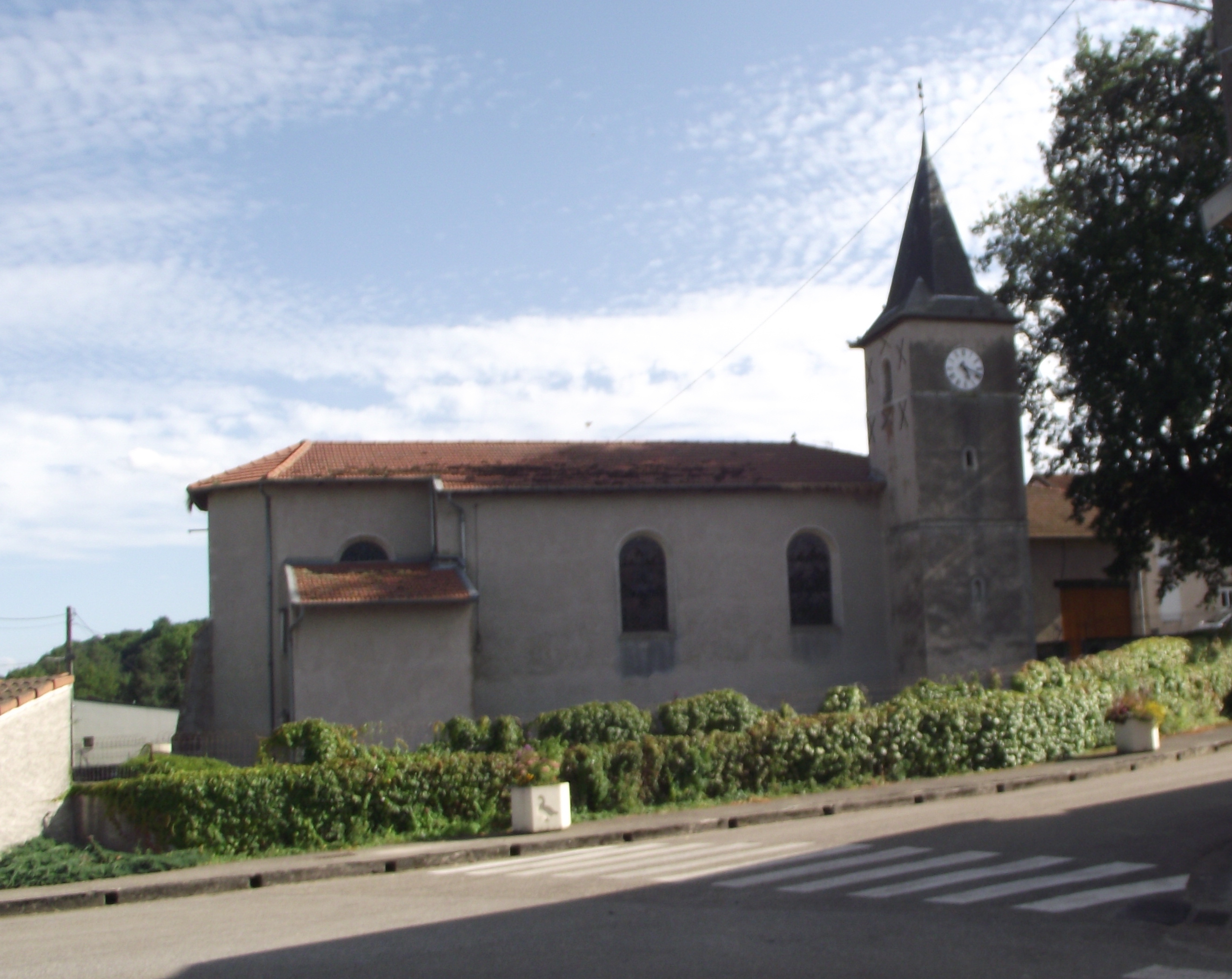
Église Saint-Léger (1).
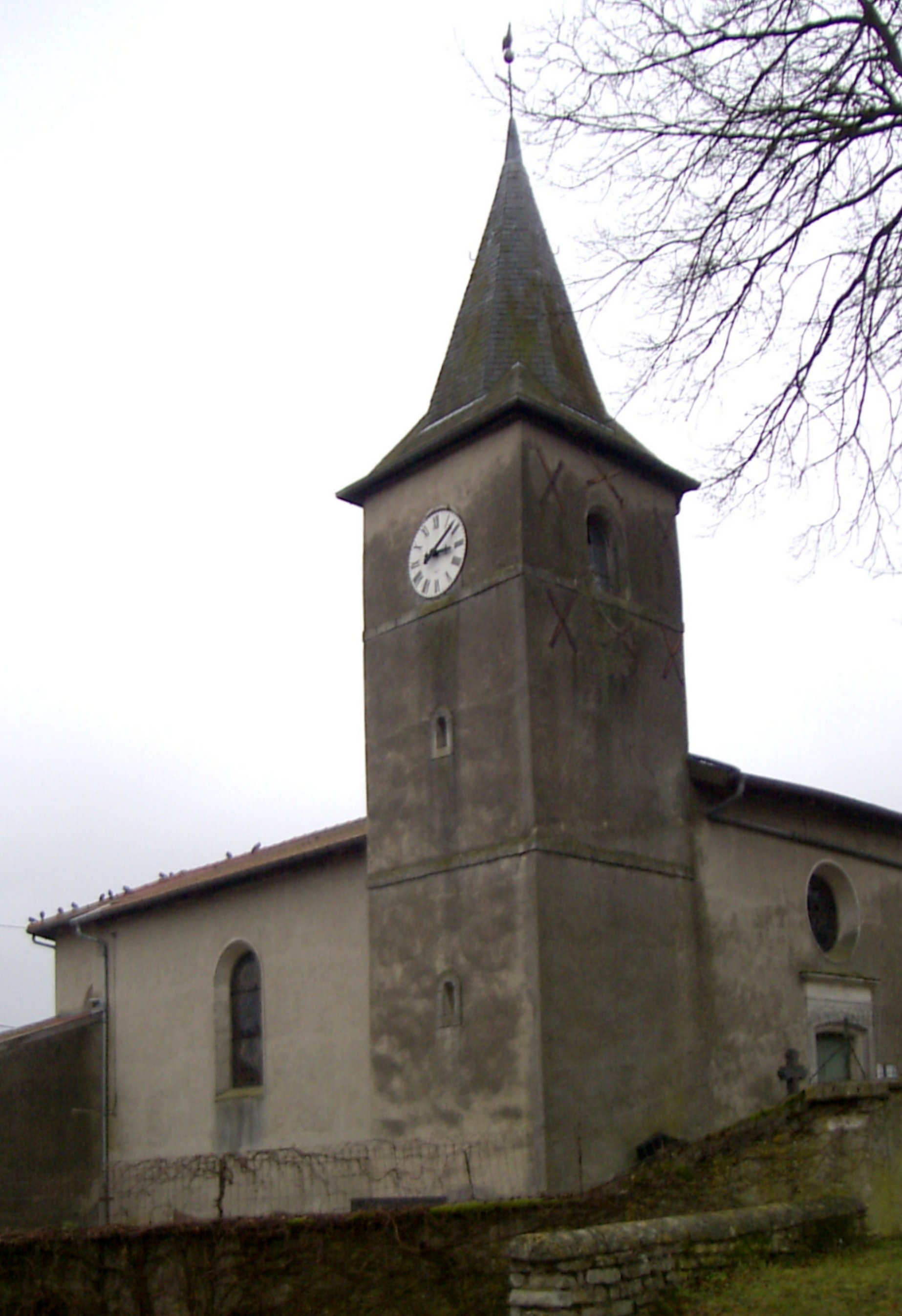
Église Saint-Léger (2).

### Héraldique, logotype et devise
| Blason de Pierreville | Blason  | De gueules à deux clefs d'or en sautoir, accompagnées en chef d'un alérion d'argent et en pointe d'un croissant du même. |
| Blason de Pierreville | Détails | Le statut officiel du blason reste à déterminer.                                                                         |